# Henri Ottmann
Henry Ottmann (cunoscut și ca Henri Ottmann) (n. 10 aprilie 1877, Ancenis, Pays de la Loire, Franța – d. 1 iunie 1927, Vernon, Haute-Normandie, Franța), a fost un pictor și tipograf francez.

## Biografie
Henry Ottmann s-a născut la 10 aprilie 1877 în Ancenis (Loire-Atlantique). A debutat la Salonul La Libre Esthétique din Bruxelles în 1904 și a luat parte la Salon des Indépendants la Paris în 1905, la Salon d'Automne, la Salonul Société Nationale des Beaux-Arts și la Salon des Tuileries.
În 1911 și 1912, Ottmann a expus la Artistes de la Société Moderne, la Galeria Paul Durand-Ruel împreună cu Armand Guillaumin, Henri Lebasque și alții.
În 1912, Henry Ottmann a expus la galeria Eugène Druet.
În 1919 lucra la ilustrații ale revistei periodice La Gebre în tehnica xilogravură împreună cu Paul Signac, Henriette Tirman și alți pictori.
În 1920, Ottmann a expus la galeria Marcel Bernheim împreună cu Manguin, Tirman, Alexandre-Paul Canu și alții.
În 1922, a expus la Exposition du Cercle Artistique de Bruxelles împreună cu Paul-Albert Besnard, Pierre Bonnard, Raoul Dufy, Othon Friesz, Charles Guérin, André Lhote, Henri Matisse, Paul Signac, Maurice de Vlaminck și alții.
În 1926, Ottmann a expus la galeria L.Dru (Paris) și la galeria pariziană La Palette Française, și în martie 1927 în galeria Armand Drouand.
A murit la Vernon la 1 iunie 1927 în urma unui accident de mașină.

## Galerie de picturi

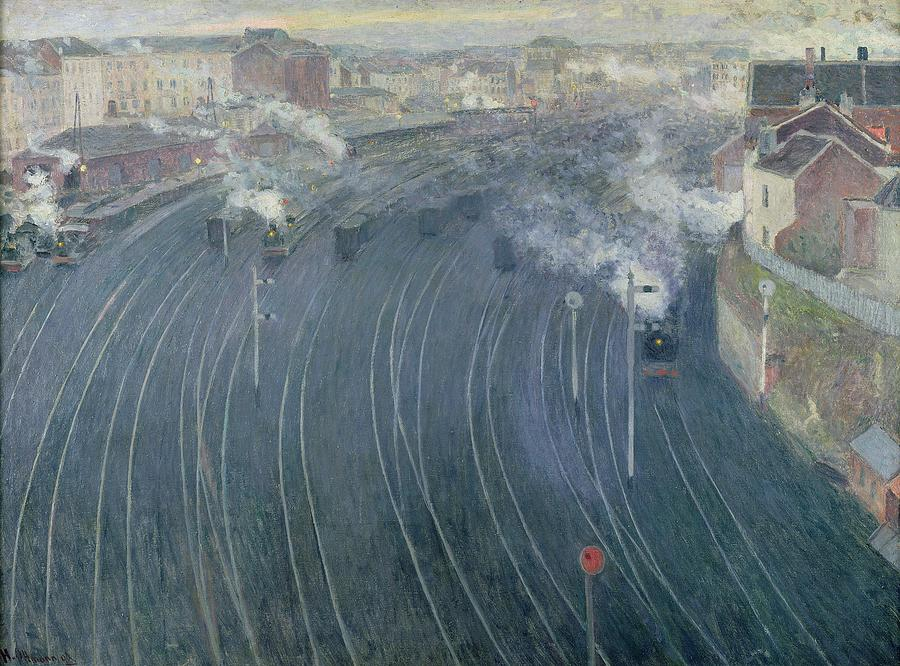
Stația  Luxembourg din Bruxelles, 1903;  (Musée d'Orsay)
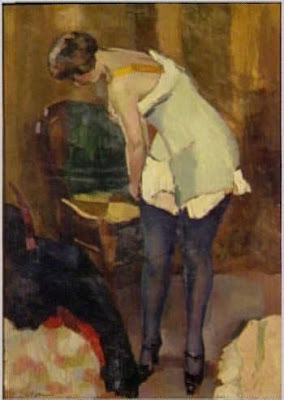
Femeie cu ciorapi albaștri, 1917; (Musée National d'Art Moderne)
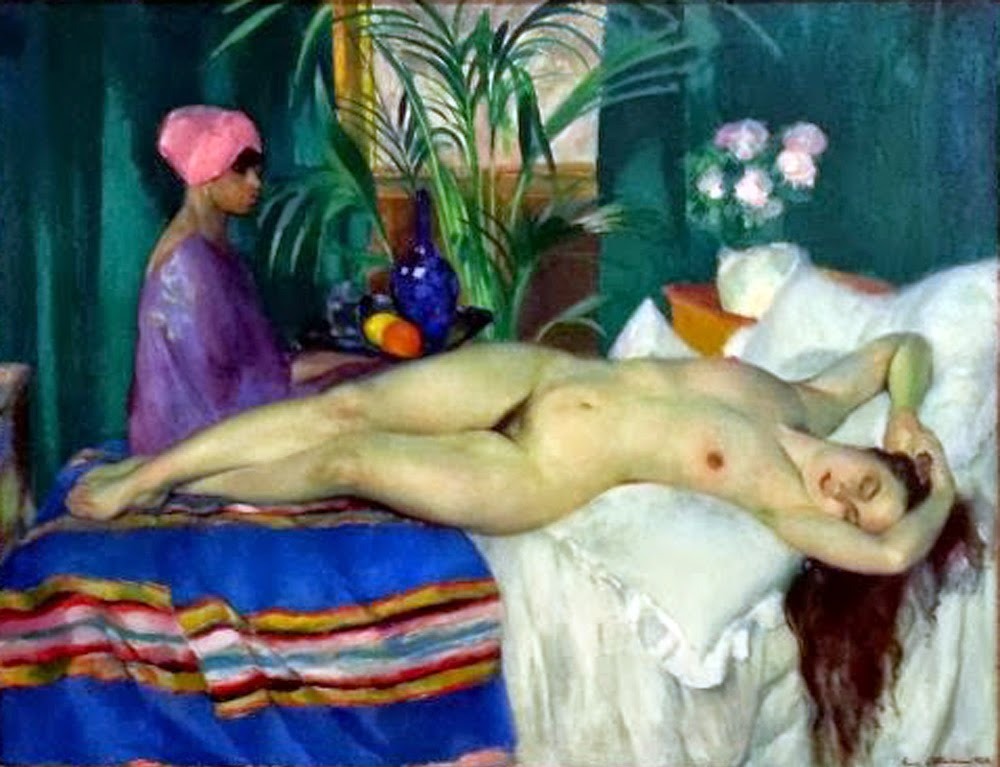
Curtezana adormită, 1920;[23] (Musée National d'Art Moderne)
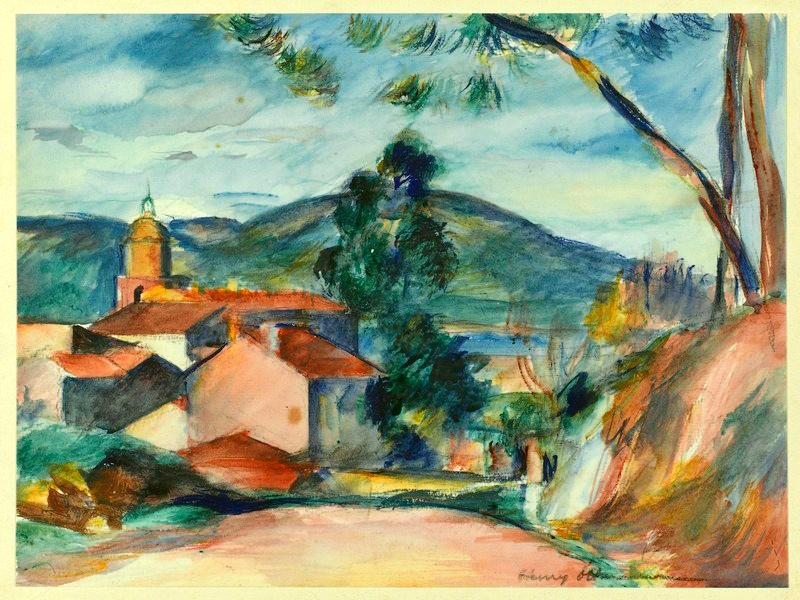
Saint-Tropez, 1927 (Musée National d'Art Moderne)